# Народ свободи
Народ свободи (італ. Popolo della Libertà, PdL) — італійська правоцентристська партія. Поруч із Демократичною партією була однією з найбільших партій у сучасній політичній системі Італії.
Партія була заснована 18 листопада 2007 р. Сільвіо Берлусконі і офіційно оголошена на партійному з'їзді 27–29 березня 2009, коли об'єдналися «Вперед, Італія» та Національний альянс.
Окрім Берлусконі до верхівки партії входять секретар Анджеліно Альфано та три координатори — Сандро Бонді, Іґнаціо Ла Русса та Деніс Вердіні. Серед інших відомих членів партії — Джуліо Тремонті, Роберто Форміґоні, Франко Фраттіні, Мауріціо Сакконі, Джанні Алеманно, Марія-Стелла Джельміні та Джан-Карло Ґалан.
В коаліції з Лігою Півночі сформувала італійський Уряд (2008–2011).